# T.I.
T.I., de son vrai nom Clifford Joseph Harris Jr. (né le 25 septembre 1980 à Atlanta, en Géorgie), est un rappeur et acteur américain. Il signe son premier contrat de distribution au label LaFace Records en 1999, une division d'Arista Records. En 2001, T.I. forme le groupe Pimp Squad Click (P$C), aux côtés d'amis et rappeurs. Bien que membre d'Arista, T.I. signe également au label Atlantic Records et devient directeur général de son propre label, Grand Hustle Records, qu'il lance en 2003,. T.I. est sans doute connu comme l'un des rappeurs les plus populaires du sous-genre trap, aux côtés de Jeezy et Gucci Mane.
T.I. compte à son actif dix albums studio, sept ayant atteint le top 5 du Billboard 200. Durant sa carrière, T.I. publie un nombre croissant de singles à succès comme Bring Em Out, Whatever You Like, Live Your Life (avec Rihanna), Dead and Gone (avec Justin Timberlake), Ball (avec Lil Wayne) et No Mediocre (avec Iggy Azalea). Il se popularise bien plus en 2003 en collaborant avec Bone Crusher sur le single à succès Never Scared. Il se popularise encore plus avec l'album Trap Muzik (2003), qui inclut les hits Rubber Band Man et Let's Get Away. L'année suivante, T.I. participe au hit international des Destiny's Child, Soldier avec Lil Wayne. Ses albums qui suivent, King et T.I. vs. T.I.P., génèrent de bonnes ventes et contiennent des singles à succès comme What You Know et Big Shit Poppin' (Do It).
Le sixième album de T.I., Paper Trail (2008), est son album le mieux accueilli en date, certifié disque d'or par la RIAA pour des ventes à 500 000 exemplaires aux États-Unis. Il contient les singles Whatever You Like, Live Your Life et Dead and Gone. En 2013, T.I. participe au single Blurred Lines de Robin Thicke, avec Pharrell Williams, qui atteint la première place dans les classements internationaux. En novembre 2013, T.I. annonce sa signature au label Columbia Records, après dix ans passés chez Atlantic. Il publie son premier album chez Columbia Records, Paperwork, en octobre 2014. T.I. compte trois Grammy Awards, dans les catégories « meilleure performance solo de rap », « meilleure performance d'un groupe ou duo » et « meilleure collaboration chantée/rappée ».
T.I. joue également dans des films comme ATL, Takers, En taule : Mode d'emploi, Arnaque à la carte, et Ant-Man. Il est également auteur de deux ouvrages Power and Beauty (2011) et Trouble and Triumph (2012), qui atteindront un succès modéré. T.I. est également star de ses émissions T.I.'s Road to Redemption et T.I. and Tiny: The Family Hustle. En 2009, Billboard le classe 27e des artistes des années 2000.

## Biographie

### Jeunesse et débuts (1980–2000)
Clifford Joseph Harris Jr. est né le 25 septembre 1980 à Atlanta, en Géorgie, de son père Clifford « Buddy » Harris Sr. et de sa mère Violeta Morgan,. Ses parents étant divorcés, T.I. est élevé par ses grands-parents dans le ghetto de Bankhead,. Son père qui vivait à New York et lui rendait visite régulièrement ; il décèdera plus tard de la maladie d'Alzheimer.
T.I. commence à rapper à l'âge de huit ans. Il étudie à la Douglass High School d'Atlanta avant d'abandonner sa scolarité. Adolescent, il devient trafiquant de drogue,. À 14 ans, il a déjà été arrêté à plusieurs reprises. Ses grands-parents lui attribuent le surnom de Tip, et l'artiste en fera son nom de scène. De cette époque, il lui reste son surnom The Rubberband Man », qui signifie « l'homme aux élastiques », une référence à la coutume de porter des élastiques autour du poignet pour ensuite les passer autour de l'argent gagné grâce à la drogue.
En 1996, T.I. se lie d'amitié avec le rappeur local Big Kuntry King, un parolier talentueux d'Atlanta, et vendent ensemble des mixtapes. Kawan "KP" Prather, un exécutif, découvre T.I. et le signe à son label Ghet-O-Vision Entertainment. Après sa signature chez LaFace Records, une division d'Arista Records, en 1999, l'artiste raccourcit son nom de Tip à T.I., pour respecter son collègue et rappeur Q-Tip.

### I'm Serious(2001–2002)
Le 9 octobre 2001, T.I. publie son premier album sur le label Arista Records. Il fait participer le chanteur de reggae Beenie Man sur le premier single I'm Serious, de Jazze Pha, des Young Bloods et surtout de Pharrell Williams (qui le nomme pour l'occasion « Jay-Z of the South »). L'album atteint la 98e place du Billboard 200 avec seulement 163 000 exemplaires vendus aux États-Unis. L'album n'est pas un grand succès et entraîne l'éviction de T.I. de son label.
T.I. forme ensuite Grand Hustle Entertainment et se lance dans la vente de mixtapes aux côtés de DJ Drama. Il refait surface en été 2003, avec le single à succès Never Scared de Bone Crusher. Ses mixtapes et sa participation à Never Scared, retiennent de nouveau l'attention des labels et T.I. signe une coentreprise avec Atlantic Records,

### Trap MuziketUrban Legend(2003–2005)
T.I. publie de son deuxième album, Trap Muzik, le 19 août 2003 au label Grand Hustle Records ; il débute à la 4e place des classements et compte 109 000 d'exemplaires première semaine. Il contient les singles 24s, Be Easy, Rubberband Man et Let's Get Away. L'album  fait participer 8 Ball and MJG, Jazze Pha, Bun B et Mac Boney ; et est produit par Jazze Pha, Kanye West, David Banner, Madvac et DJ Toomp. Après sa publication, Trap Muzik est favorablement accueilli par la presse spécialisée, qui le considère comme meilleur que son premier album, I'm Serious. Le magazine Complex le considère comme l'un des classiques en 2012. Le 20 février 2013, allhiphop.com le place 5e des meilleurs albums de Dirty South de tous les temps. En 2004, il est emprisonné trois mois pour avoir violé sa probation de 1997,. En prison à Cobb County, en Géorgie, il filme un clip sans autorisation.
T.I. publie son troisième album, Urban Legend, en novembre 2004. Il débute 7e du Billboard 200, avec 193 000 exemplaires vendus la première semaine. Le single principaln Bring Em Out, est produit par Swizz Beatz, et publié en janvier 2005. Son troisième single ASAP atteint la 75e place des classements US, la 18e place des RnB/Hip-Hop Charts et la 14e place du Rap Chart. En 2004, T.I. participe au single à succès Soldier des Destiny's Child, avec Lil Wayne, qui atteint la troisième place du Hot 100 .
Parallèlement à sa carrière musicale, T.I. lance en 2005 sa propre compagnie de production de films appelée Grand Hustle Films et signe de nombreux artistes sur son label Grand Hustle Records. La même année, il coproduit la bande originale du film Hustle and Flow ainsi que le premier album de son groupe P$C, 25 to Life.

### DeKingàPaper Trail(2006–2009)
L'album de la consécration est King, qui débute 1er au Billboard 200 le 4 avril 2006, se vendant à 520 000 copies la première semaine. Il est certifié double disque de platine. La même année, il compose la bande originale du film ATL.
Son cinquième album, T.I. Vs T.I.P., avec le single Big Things Poppin sort le 3 juillet 2007 et se vend à 468 000 exemplaires la première semaine. C'est pourtant l'un de ses albums les plus controversés. Le 13 octobre 2007, les autorités fédérales arrêtent T.I. quatre heures avant la cérémonie des BET Awards à Atlanta. Il est accusé de deux crimes : possession de trois mitrailleuses non enregistrées et de deux silencieux, et détention d'armes à feu par un criminel condamné. Le 26 octobre 2007, il est condamné à verser une caution de trois millions de dollars dont deux millions en espèces et un million sur la propriété qu'il possède. T.I. est également contraint à la résidence surveillée, avec interdiction de quitter son domicile hormis pour rendez-vous médicaux ou convocations au tribunal. Les seules personnes autorisées à vivre avec lui sont sa petite amie et ses enfants, tout visiteur devant être approuvé par le tribunal. Pendant son assignation à résidence, T.I. commence à écrire un nouvel album.
Son sixième album, Paper Trail, sort le 30 septembre 2008, se classant dès sa publication à la première place du Billboard 200. En trois mois, il se vend à 1 522 000 exemplaires aux États-Unis et est ainsi classé numéro quatre des meilleures ventes de l'année. Bien parti pour être son plus gros succès et peut-être le plus gros album hip-hop de l'année, l'album est surtout lancé par les deux singles Whatever You Like et Live Your Life avec Rihanna qui caracolent en tête des ventes aux États-Unis, toute catégories confondues.
Le 21 novembre 2008, T.I. témoigne dans le procès du meurtre de son ami Philant Johnson, abattu dans un club après un concert. Le rappeur lui a d'ailleurs dédicacé plusieurs chansons dont Live in the Sky ou encore Dead and Gone. Le 27 mars 2009, T.I. est condamné à une peine d'un an et un jour d'emprisonnement et à une amende de 100 300 $. Il est incarcéré le 26 mai 2009 à Forrest City, Arkansas, avant d'être transféré en décembre à Atlanta. Il en parle dans le single Hell of a Life dont le clip montre le rappeur aller en prison. On y voit un calendrier sur lequel le chiffre 26, premier jour de sa peine, est barré. Le 8 mars 2010, quelques jours avant sa libération conditionnelle pour bonne conduite, il sort un single intitulé I'm Back, premier extrait de son album à venir, intitulé King Uncaged.

### No MercyetTrouble Man: Heavy Is the Head(2010–2013)
Le 24 mai 2010, il publie un single promotionnel, Yeah Ya Know (Takers), extrait de la bande originale du film Takers dans lequel il joue, et le 27 mai 2010, une mixtape intitulée Fuck a Mixtape. Le 1er septembre 2010, T.I. et son épouse Tiny, sont arrêtés à Los Angeles pour possession de drogue et le 15 octobre 2010, le rappeur est condamné à onze mois de prison pour violation de sa libération conditionnelle, possession d'ecstasy, test positif aux opiacés et association avec un criminel condamné. Le 25 octobre 2010, les charges pour possession de drogues sont abandonnées.
La date de sortie de King Uncaged, d'abord prévue pour août, puis reportée en septembre 2010, est finalement remise à une date ultérieure. L'album, rebaptisé No Mercy en raison de ses problèmes judiciaires, sort le 7 décembre 2010.
Son huitième album, Trouble Man: Heavy Is the Head, sort le 18 décembre 2012. T.I. annonce également la sortie d'un neuvième album, Trouble Man II: He Who Wears the Crown pour 2013. En 2013, il chante en duo avec Lady Gaga. Cette chanson, présentée lors de l'iTunes Festival de Londres, a été chantée sans lui, l'entrée dans le pays lui étant interdite, selon cette dernière.

### Départ d'Atlantic et trilogie (depuis 2013)

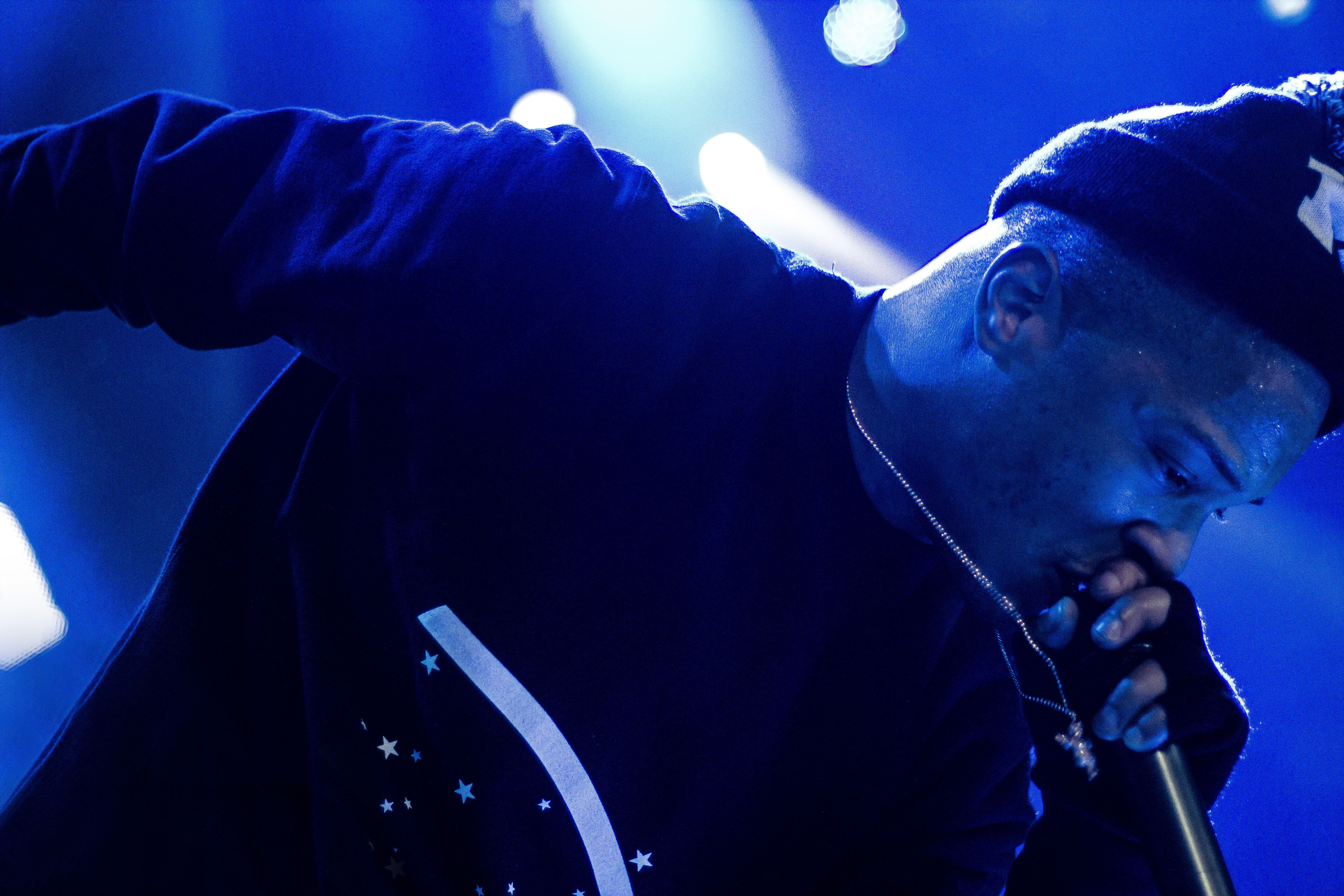
T.I. en 2014.

Le 26 mars 2013, T.I. apparaît aux côtés de Pharrell, sur la chanson Blurred Lines de Robin Thicke. Elle atteint la première place du Billboard Hot 100, et dans les classements de plus de 13 pays,. En mars 2013, Lil Wayne annonce la participation de T.I. au second America's Most Wanted Tour. T.I. annonce la tournée pour le 5 juillet au 1er septembre 2013. Les rappeurs French Montana et 2 Chainz, notamment, confirment également leur participation,. Le premier America's Most Wanted Tour prend place cinq ans avant et fait participer Jeezy, Soulja Boy, Pleasure P, Jeremih et Young Money. Le 21 mai 2013, T.I. publie un single intitulé Wit Me en featuring avec Lil Wayne. La chanson, qui fait la promotion de la tournée, atteint la 40e place du Hot 100. En juillet 2013, T.I. parle de son nouvel album, Trouble Man II: He Who Wears the Crown. Sans avoir révélé plus de détails, il garantit qu'il fera « des heureux » chez ceux qui distribueraient son album :« J'ai bossé dur sur celui-là après avoir publié mon dernier album […]. » Le 22 novembre 2013, T.I. annonce la signature d'un contrat avec Columbia Records, pour la distribution de son neuvième album. T.I. clarifie plus tard qu'il s'agit d'un contrat uniquement ciblé pour l'album. T.I. révèle avoir recruté Pharrell Williams, qui l'a encouragé à approcher Columbia, et prévoit un album en 2014.
Le 9 mai 2014, T.I. publie un clip vidéo d'une chanson intitulée Turn It, pour la promotion de Paperwork. Le 3 juin 2014, T.I. publie une chanson intitulée About the Money sur Internet. La chanson, première de l'album à venir Paperwork, fait participer le nouveau venu Young Thug. Le clip de About the Money, réalisée par T.I. et Kennedy Rothchild, est publié le 2 juin 2014. Le 17 juin 2014, T.I. publie le second single de Paperwork, intitulé No Mediocre, produit par DJ Mustard et fait participer sa protégé Iggy Azalea. Le 20 août 2014, il publie une chanson intitulée New National Anthem qui fait participer Skylar Grey, et inclut des paroles centrées sur l'injustice sociale,. Le 23 septembre 2014, Paperwork est mis en précommande accompagné de New National Anthem. Toujours le 23 septembre, la version officielle de New National Anthem est publiée sur le compte VEVO de T.I.. Le neuvième album de T.I., Paperwork, est publié le 21 octobre 2014. Après sa publication, l'album débute deuxième du Billboard 200, avec 80 000 exemplaires aux États-Unis. Paperwork est généralement bien accueilli par la presse spécialisée. Metacritic lui attribue une note moyenne de 69 %, basée sur 10 critiques.
Le 11 mars 2015, T.I. publie un single intitulé Project Steps. Le 24 mars 2015, T.I. annonce son dixième album intitulé Project StepsTrap's Open,. En juin 2015, T.I. révèle avoir terminé les chansons de l'album. Il annonce aussi un projet avec le collectif de hip-hop Bankroll Mafia, aux côtés notamment de Shad da God et Young Thug. Le 26 juin 2015, T.I. publie le clip du single Project Steps et annonce le nouveau titre de son album à venir, The Dime Trap,. En juillet 2015, T.I. revèle le mixage et le mastering de The Dime Trap. Pour la promotion de l'album, T.I. publie un extended play surprise intitulé Da' Nic, le 11 septembre 2015. L'EP contient cinq chansons, incluant les singles Project Steps et Check, Run It. Il fait participer Young Thug et Young Dro, ainsi que Jazz Feezy, Sho Nuff, League of Starz, London on da Track et 1500 or Nothin'|Mars à la production ; il est publié indépendamment au label Empire Distribution. À cette période, T.I. reprend son ancien nom de scène, Tip.
Le 18 septembre 2015, T.I. annonce son départ de Columbia Records,,.

## Aide à la communauté
T.I. montre son engagement envers la communauté en prenant plusieurs initiatives pour aider les victimes de l'ouragan Katrina, notamment en faisant une donation personnelle de 50 000 $, et en levant plus de 263 000 $ pour la fondation Heal the Hood du rappeur David Banner. Avec ce dernier et Jeezy, ils distribuent pendant deux jours de la nourriture et des vêtements à l'Atlanta's Club Vision, et organisé un concert de charité avec de grands noms du rap. En décembre 2015, il s'est rendu dans 2 Walmart afin de payer les cadeaux qui ont été offerts aux enfants.

## Fraude à la crypto-monnaie
En novembre 2018, T.I. et son collaborateur, Ryan Nelton, sont poursuivis par un groupe de 25 investisseurs pour fraude en matière d’investissement : ils « affirment que la célébrité a usé d’une technique appelée Pump and Dump afin de donner une fausse valeur à la crypto-monnaie FLiK tout en encourageant à investir dedans ».

## Vie privée
T.I a cinq enfants : deux fils, avec Lashon Dixon, nés en 2000 et 2001, ainsi qu'une fille née en juin 2001 d'une liaison avec Ms. Niko. Après plus de dix ans de relation, T.I. se marie avec sa compagne, Tameka « Tiny » Cottle, le 31 juillet 2010 à Miami devant de nombreux invités dont les célèbres Jamie Foxx, Marjorie Clinton, Usher, Rihanna, Nelly ou encore Nicki Minaj.
Le couple a deux garçons nés en août 2004 et en mai 2008. Tameka Cottle a une fille née d'une relation précédente avec Zonnie Pullins, née en mars 1996. En 2017 le couple suit une procédure de divorce qu'ils montrent au grand public au sein de leur TV réalité
En 2019, il suscite la polémique après s'être vanté d'emmener tous les ans sa fille, Deyjah Harris, chez un gynécologue pour s'assurer qu'elle est toujours vierge.

## Discographie

### Albums studio
- 2001 : I'm Serious
- 2003 : Trap Muzik
- 2004 : Urban Legend
- 2006 : King
- 2007 : T.I. Vs T.I.P.
- 2008 : Paper Trail
- 2010 : No Mercy
- 2012 : Trouble Man: Heavy Is the Head
- 2014 : Paperwork
- 2018 : Dime Trap
- 2020 : The L.I.B.R.A

### Bandes originales
- 2003 : Les Frères Scott (Saison 1 épisode 1) : 24s
- 2003 : Need for Speed: Underground : 24s
- 2004 : Mr. 3000 : Look What I Got
- 2005 : Mi-temps au mitard : Bounce Like This
- 2005 : Hustle and Flow : I'm a King (avec Lil Scrappy & P$C)
- 2005 : Newport Beach : Bring Em Out
- 2005-2007 : Entourage
- 2006 : ATL : Ride With Me/What You Know
- 2006 : Sexy Dance : Get It
- 2007 : American Gangster
  - Saison 2 épisode 4 : Bring Em Out
  - Saison 2 épisode 5 : Freak Though (Feat Pharrell Williams)
  - Saison 3 épisode 3 : Ride Wit Me
  - Saison 4 épisode 4 : You Know What It Is
- 2007 : Les Experts : Manhattan (Saison 4 épisode 2) : Whatever You Like
- 2008 : First Sunday : Hit the Block
- 2009 : Very Bad Trip : Live Your Life
- 2010 : Takers : Yeah Yah Know
- 2010 : Sexy Dance 3D : Got Your Back

## Filmographie

### Cinéma
- 2006 : ATL : Rashad Swann
- 2007 : American Gangster : Steve Lucas
- 2007 : For Sale : Omar Burgess
- 2010 : Takers : Ghost
- 2013 : Arnaque à la carte : Julian
- 2015 : En taule : Mode d'emploi : Russell
- 2015 : Ant-Man : Dave
- 2015 : Entourage : lui-même
- 2016 : Popstar : Célèbre à tout prix : lui-même
- 2017 : Sleepless : Sean Cass
- 2017 : Krystal : Willie
- 2017 : The Trap : Sonny
- 2018 : Ant-Man et la Guêpe (Ant-Man and the Wasp) de Peyton Reed : Dave
- 2019 : Dolemite Is My Name de Craig Brewer
- 2020 : Monster Hunter de Paul W. S. Anderson : Lincoln

### Télévision
- 2005 : Newport Beach : lui-même
- 2005 : Punk'd : Stars piégées : lui-même
- 2009 : T.I.'s Road to Redemption : lui-même
- 2012 : Boss saison 2 : Trey
- 2012 : Hawaii 5-0 : Saison 3 : Ray
- 2013 : House of Lies : Lukas Frye
- 2016 : Racines : Cyrus
- 2019 : Rhythm + Flow : lui-même